# Antytoksyna poliwalentna
Antytoksyna poliwalentna – antytoksyna (antidotum) o uniwersalnym działaniu, podawana w przypadku ukąszeń jadowitych węży, których gatunek nie został jednoznacznie zidentyfikowany. Stres ofiary i brak wiedzy uniemożliwiają nierzadko taką identyfikację. Jest mniej skuteczna niż antytoksyny przeciwdziałające ukąszeniom konkretnych gatunków węży, ale w wielu wypadkach jest jedynym środkiem ratującym życie. Zawiera substancje zwalczające zarówno chemo-, jak i neurotoksyny.
Jeden z australijskich ośrodków naukowych pracuje obecnie nad ulepszoną antytoksyną poliwalentną, opartą na jadzie wielu gatunków węży z całego świata, która zapewni znacznie większą skuteczność działania. Jej powszechne wprowadzenie, zwłaszcza w krajach o największej liczbie ukąszeń, stanowiłoby przełom i pozwoliłoby na uratowanie tysięcy osób – obecnie w samych Indiach z powodu ukąszeń węży ginie rocznie 10–20 tys. osób.